# 高氯酸氯
高氯酸氯是分子式为Cl2O4的无机化合物。这种氯氧化物是不对称的，一个氯原子氧化态为+1而另一个为+7，准确的化学式应为ClOClO3。它可以用436nm的紫外线在室温下照射二氧化氯来制备:
2 ClO2  →  ClOClO3
高氯酸氯是一个苍绿色的液体（《无机化学》丛书第六卷(P342)上在介绍这种物质的颜色的时候写的是“浅黄色”），常温下就会分解。

## 性质
高氯酸氯的化学性质十分活泼，在受热或振动时易爆。高氯酸氯的热稳定性小于高氯酸氟，大于高氯酸溴：
2 ClOClO3 → O2 + Cl2 + Cl2O6
高氯酸氯与许多金属氯化物反应得到无水高氯酸盐:
CrO2Cl2 + 2 ClOClO3 → 2 Cl2 + CrO2(ClO4)2
TiCl4 + 4 ClOClO3 → 4 Cl2 + Ti(ClO4)4
其他反应见下表：
| 和高氯酸氯的反应物 | 条件       | 产物或部分产物                        |
| ------------------ | ---------- | ------------------------------------- |
| —                  | 加热       | 六氧化二氯(80%)、二氧化氯、氯气、氧气 |
| —                  | 紫外线照射 | 七氧化二氯、氯气、氧气                |
| 氯化银             |            | 高氯酸银、氯气                        |
| 碘化铯             | -45℃       | Cs[I(OClO3)4]                         |
| ClOSO2F或ClF       |            | MClO4(M=Cs或NO2)                      |
| 溴                 | -45℃       | 高氯酸溴(BrOClO3)                     |
| 碘(0.33mol)        | -50℃       | I(OClO3)3                             |

註：
1. ↑  Cs[I(OClO3)4]为浅黄色的盐，室温下较稳定，该离子包含一个平面正方形的IO4单元。
2. 1 2  MClO4(M=Cs或NO2)可以和BrOSO2F在-20℃反应，转化为高氯酸溴(BrOClO3)，而高氯酸溴可以和溴化氢在-70℃反应，生成溴单质和高氯酸。
3. ↑  目前等摩尔量的碘和高氯酸氯制备高氯酸碘(I)(IOClO3)的反应尚未成功，碘直接由+1价氧化成了+3价。[來源請求]

## 用途
制备碘和溴的高氯酸盐。